# هیرشبرگ (زاله)
شهر هیرشبرگ در ایالت تورینگن در کشور آلمان واقع شده‌است.

## نگارخانه

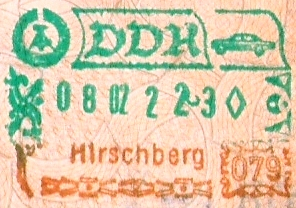